# Brunswick (Carolina del Nord)
Brunswick és una població dels Estats Units a l'estat de Carolina del Nord. Segons el cens del 2000 tenia 360 habitants.

## Demografia
Segons el cens del 2000, Brunswick tenia 360 habitants, 144 habitatges i 101 famílies. La densitat de població era de 330,9 habitants per km².
Dels 144 habitatges en un 27,1% hi vivien nens de menys de 18 anys, en un 40,3% hi vivien parelles casades, en un 26,4% dones solteres, i en un 29,2% no eren unitats familiars. En el 25,7% dels habitatges hi vivien persones soles el 9,7% de les quals corresponia a persones de 65 anys o més que vivien soles. El nombre mitjà de persones vivint en cada habitatge era de 2,5 i el nombre mitjà de persones que vivien en cada família era de 3,02.
Per edats la població es repartia de la següent manera: un 23,6% tenia menys de 18 anys, un 10,8% entre 18 i 24, un 21,9% entre 25 i 44, un 23,9% de 45 a 60 i un 19,7% 65 anys o més.
L'edat mediana era de 40 anys. Per cada 100 dones de 18 o més anys hi havia 73 homes.
La renda mediana per habitatge era de 15.795 $ i la renda mediana per família de 16.786 $. Els homes tenien una renda mediana de 22.361 $ mentre que les dones 20.625 $. La renda per capita de la població era de 10.288 $. Entorn del 37% de les famílies i el 42,3% de la població estaven per davall del llindar de pobresa.

## Poblacions més properes
El següent diagrama mostra les poblacions més properes.